# Elizabeth Arnold Hopkins Poe
Elizabeth Arnold Hopkins Poe (Londra, 1787 – Richmond, 8 dicembre 1811) è stata un'attrice teatrale inglese, fu attiva sui palcoscenici statunitensi tra il 1796 ed il 1811 (anno della sua morte prematura), è ricordata anche per essere la madre del celebre scrittore statunitense Edgar Allan Poe.

## Biografia

### L'arrivo in America
Nata a Londra nella primavera del 1787, da Elizabeth Smith ed Henry Arnold, sua madre era anch'essa un'attrice di teatro e cantante, elogiata dalla stampa dell'epoca come dotata di molto talento ed attiva soprattutto presso il celebre Covent Garden di Londra. I genitori di Elizabeth si sposarono alla St. George Church di Hanover Square (Londra) il 18 maggio 1784, ma Henry morì precocemente intorno al 1790. Sua madre esordì in teatro nel 1791 e continuò a recitare al Covent Garden fino al novembre del 1795, quando decise di abbandonare l'Inghilterra insieme a sua figlia per raggiungere il continente americano, in compagnia dell'aspirante attore Charles Tubbs, a bordo della nave Outram. Elizabeth era stata scritturata da Charles S. Powell, manager del Federal Street Theatre di Boston, che aveva aperto i battenti appena tre anni prima. 
 Intorno al decennio del 1790 vennero fondati ed aperti diversi teatri in tutti i maggiori centri urbani degli Stati Uniti, che avevano tuttavia un forte bisogno di attori di comprovata esperienza, e per questo motivo molti di essi si rivolsero oltreoceano, reperendo e scritturando diversi artisti londinesi, tra i quali la stessa Elizabeth Arnold.

### Il debutto in teatro
La piccola Elizabeth, sua madre e Tubbs arrivarono a Boston il 3 gennaio 1796 dopo un tragitto per mare piuttosto burrascoso e, forse prima di intraprendere il viaggio o subito dopo aver raggiunto l'America, Elizabeth e Tubbs decisero di sposarsi. I primi mesi di soggiorno furono piuttosto burrascosi dal momento che l'impresario di sua madre, Powell, venne licenziato dai proprietari del teatro, minacciando l'interruzione della carriera teatrale statunitense Elizabeth Andrews ancora prima del suo debutto. Tuttavia il Federal Street Theatre aveva urgente bisogno di una cantante attrice ed il nuovo impresario, il celebre attore Joseph Harper, scritturò Elizabeth nella sua nuova compagnia teatrale (composta in gran parte da attori londinesi), facendola debuttare il 12 febbraio 1796 nella parte di Rosetta nell' opera comica Love in a Village del compositore irlandese Isaac Bickerstaffe. Il debutto venne accolto con grande entusiasmo, ed il successo di sua madre venne presto condiviso dalla piccola Elizabeth, a soli nove anni, quando debuttò sulla scena il 15 aprile 1796, cantando una canzone dal titolo The Market Lass, come intermezzo tra il secondo ed il terzo atto dell'opera melodrammatica The Mysteries of the Castle del drammaturgo britannico Miles Peter Andrews.

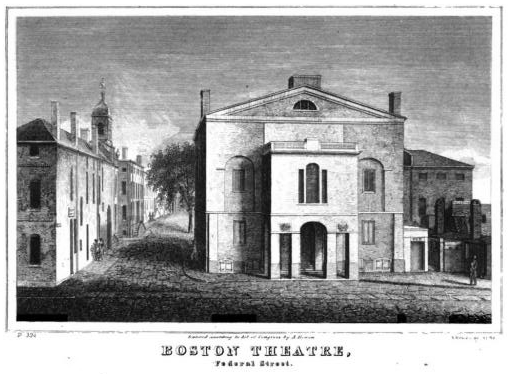
Incisione della facciata esterna del Federal Street Theatre dove, a soli nove anni, esordì la piccola Eliza Poe

Il secondo debutto della piccola Eliza si svolse nel maggio dello stesso anno al Boston Museum Theatre dove si esibì, insieme alla madre, cantando la canzone del suo debutto, più un nuovo brano dal titolo Henry's cottage maid, del compositore francese Ignace Joseph Pleyel.

### Letournéea Portsmouth e Portland
Incoraggiata dalle doti artistiche della figlia, Elizabeth decise di trasferirsi con la famiglia a Portsmouth e Portland, dove Snelling Powell, un suo vecchio collega di teatro, aveva rappresentato con la sua piccola compagnia teatrale diversi spettacoli raccogliendo un discreto successo. Entrambe queste due cittadine erano state fino ad allora disertate dalle compagnie teatrali, soprattutto a causa della loro forte presenza puritana, e la Arnold era convinta che avrebbe potuto raccogliere lo stesso successo organizzando una propria compagnia teatrale dando così nel contempo occasione alla giovane figlia di formare il proprio bagaglio di esperienze sulla scena. Elizabeth, la piccola Eliza, ed il marito Charles, che le avrebbe accompagnate al pianoforte, partirono nell'estate del 1796 raggiungendo Portsmouth a metà luglio, debuttando il 3 agosto con una esibizione di canto che ottenne un discreto successo di critica e soprattutto di pubblico. Incoraggiata da tale accoglienza, la Arnold decise di replicare il concerto per diverse settimane, ma anche di organizzare con la propria compagnia l'allestimento di due spettacoli, la tragedia in versi Douglas del reverendo scozzese John Home e la farsa The Spoil’d Child di Isaac Bickerstaffe. I due testi vennero scelti con cura dalla Arnolds per diverse ragioni: in primo luogo erano entrambi di contenuto morale piuttosto morigerato, in secondo luogo necessitavano entrambi di un esiguo gruppo di attori, e, in ultimo, The Spoil'd Child, rappresentava un ottimo trampolino di lancio per un attore molto giovane e talentuoso, dal momento che il suo protagonista (Little Pickle) era un irrequieto e vivacissimo bambino. 
 Il successo raccolto da questi due spettacoli spinse la piccola compagnia della Arnolds ad allestire ben altre tredici rappresentazioni da settembre a novembre del 1790, nelle quali la piccola Eliza ebbe sempre un ruolo tutto suo. Le sue parti erano sempre relative a personaggi molto giovani, come la piccola contadina Phoebe nell'opera comica Rosina di William Shield o la giovane Lavinia nella tragedia in versi The Fair Penitent di Nicholas Rowe. Il comprovato talento e la padronanza del palcoscenico consentirono alla giovanissima Eliza di ottenere anche dei ruoli da protagonista come l'eroina Polly nella celebre farsa Polly Honeycombe di George Colman il Vecchio e di Biddy Belair nella farsa Miss in Her Teens di David Garrick. Il suo ruolo più impegnativo fu quello di Constance Neville nell'allestimento della celebre commedia She Stoops to Conquer di Oliver Goldsmith.

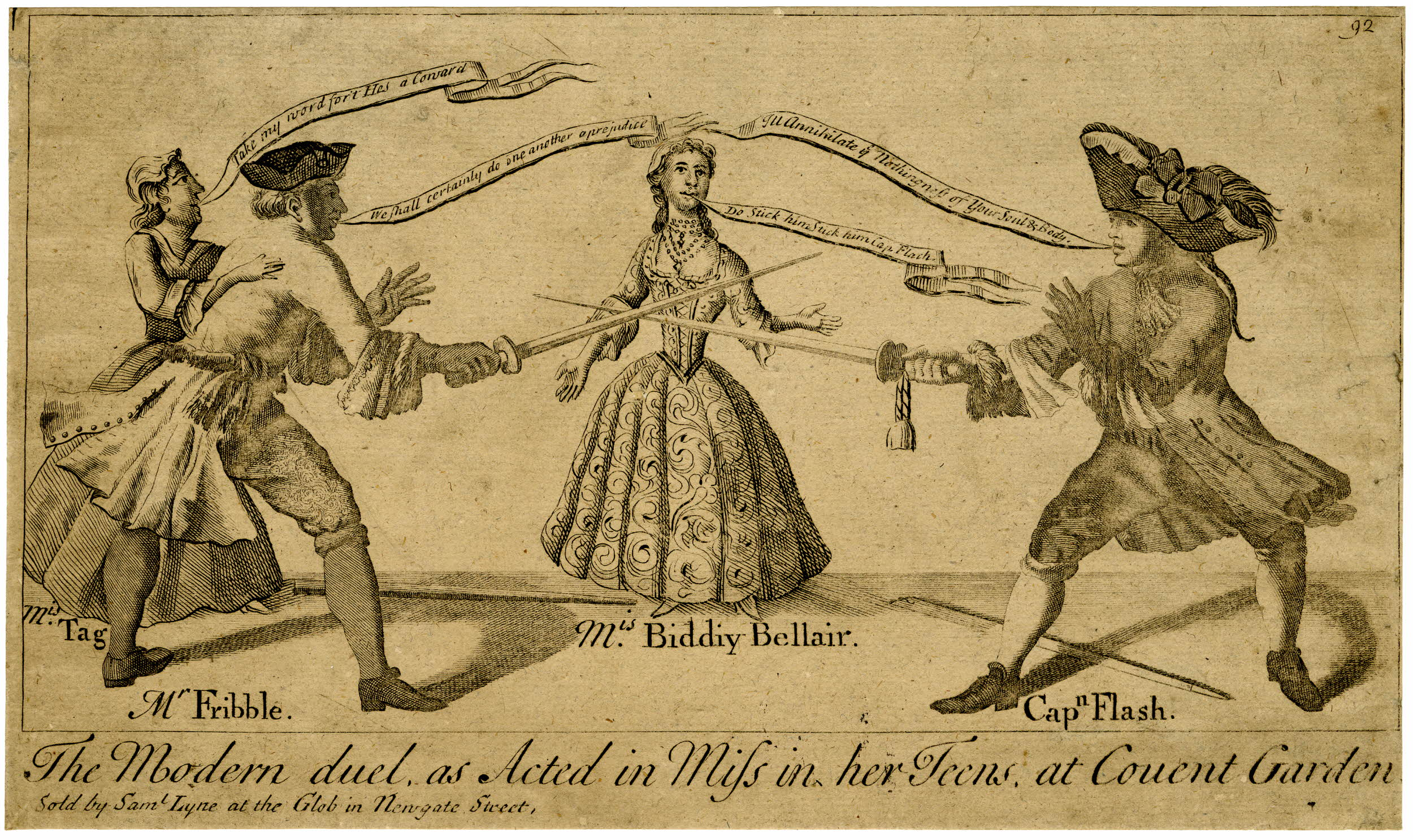
Stampa della scena del duello in Miss in Her Teens con al centro il personaggio di Biddy Belair, uno dei cavalli di battaglia della giovane Eliza Arnold

Questi ulteriori successi spinsero la madre di Eliza a progettare la fondazione di un vero teatro (tutte le rappresentazioni allestite fino ad allora erano state recitate nella Sala dell'Assemblea cittadina) tramite una sottoscrizione. Nel frattempo la compagnia decise di trasferirsi a Portland, nel Maine, ma, a differenza di quanto avvenuto a Portsmouth e nonostante la scelta di esordire anche questa volta con uno spettacolo-concerto, la risposta del pubblico fu molto fredda. In questo caso la mentalità ancora intrisa dei pregiudizi e dei moralismi puritani della popolazione locale non permisero alla compagnia dei Tubbs di ripetere il successo precedente quando tentarono di allestire la rappresentazione della commedia breve in due atti The Padlock di Charles Dibdin. Lo spettacolo venne considerato amorale ed ebbe una platea composta da soli uomini, dal momento che alle donne venne impedito di assistervi per il sospetto di contenere oscenità e contenuti profani. Le rappresentazioni teatrali successive ebbero una risposta più favorevole, anche grazie alla recitazione sia di Elizabeth che della piccola Eliza, la quale ricevette un particolare encomio per il suo ruolo di Miss Biddy Belair sulle pagine del Portland Herald. Questa risposta positiva spinse Charles Tubbs, che nel frattempo aveva deciso di diventare l'impresario della compagnia, a inserire la giovane Eliza nella parte di Solomon Smack per la farsa Trick upon Trick. La sua recitazione rese talmente gradevole gli spettacoli della compagnia da porre termine al divieto alle donne di assistervi e da riempire le pagine dei giornali locali di elogi ed encomi da parte di critici e comuni spettatori.

### ICharleston Comedianse la morte della madre
Dopo aver fatto ritorno a Portsmouth, la compagnia dei Tubbs si unì a quella di John Harper, organizzando un tour che toccò diverse località della costa orientale degli Stati Uniti, in particolare Newport, nella primavera del 1797, Providence, dove la compagnia si staccò da quella di Harper, e poi New York dove nell'estate di quello stesso anno si unirono alla compagnia teatrale di John Leger Sollee presso il celebre John Street Theatre, considerato la culla del teatro statunitense. Sollee, manager teatrale del City Theatre di Charleston, aveva in progetto di costruire un nuovo teatro a Filadelfia, ma venne colto dalla febbre gialla e la sua compagnia, della quale facevano parte anche gli Stubbs, decise di rimanere a Charleston per la stagione 1797-98.

A differenza di Portsmouth e Portland, la città di Charleston, nella Carolina del Sud, era decisamente molto più accogliente dal punto di vista culturale e lo dimostra il fatto che la prima stagione teatrale si era aperta nel 1736. Qui, oltre a rivestire il ruolo di Julia, nella trasposizione teatrale del romanzo gotico A Sicilian Romance di Ann Radcliffe, il 6 dicembre 1797, la giovane Eliza ebbe modo di fare il suo debutto nel mondo del teatro shakespeariano recitando nel ruolo di Riccardo, Duca di York, nel Riccardo III. Nonostante i ripetuti successi, all'interno della compagnia di Sollée si verificarono dei forti disaccordi che portarono al distacco di parte di un gruppo di quindici attori, che formarono una nuova compagnia teatrale sotto la direzione di Hayden Edgar, uno degli attori, con il nome di Charleston Comedians, e della quale entrarono a far parte Elizabeth e Charles Stubbs e la figlia Eliza. Nella nuova compagnia Eliza continuò a recitare parti a lei già note come Biddy Bellair o Little Pickle, oltre a sperimentare nuovi personaggi come Nancy in Three Weeks after Marriage di Arthur Murphy o quello di Sofia nella commedia The Road to Ruin di Thomas Holcroft, ottenendo un tale successo che, alla fine della stagione teatrale, fu invitata a recitare un poema di commiato scritto appositamente da un "Gentiluomo Americano" rimasto nell'anonimato.

Dopo uno spettacolo di canto tenuto il 2 maggio 1798, di Elizabeth Arnold non si ha più notizia nei registri degli spettacoli in quanto, molto probabilmente, cadde vittima successivamente di una epidemia di febbre gialla che, pur non toccando direttamente la cittadina di Charleston, si era diffusa nella vicina Philadelphia. La giovane Eliza rimase sotto la protezione del patrigno Charles, il quale nel frattempo si era unito alla compagnia dell'attore-impresario Thomas Wignell, la New Theatre Company di Philadelphia, che fu tuttavia costretta a restare inattiva dal 5 maggio 1798 al 5 febbraio 1799 a causa dell'epidemia di febbre gialla.

### I matrimoni con Charles Hopkins e David Poe e l'apice della carriera teatrale
Fu durante la stagione primaverile del 1800, quando il teatro riprese la sua attività, che la giovane Eliza conobbe l'attore Charles Hopkins, che fece il suo debutto nella stessa compagnia il 14 marzo 1800, nella parte di Tony Lumpkin, nella commedia She Stoops to Conquer. Nella stagione estiva del 1801 Elizabeth ottenne un importante ruolo nel personaggio shakespeariano di Ofelia nell'Amleto a soli quattordici anni. Tra il 12 giugno e l'11 agosto 1802 Eliza e Charles Hopkins si sposarono e si unirono ad una nuova compagnia teatrale, i Virginia Players; tuttavia il marito Charles morì precocemente nell'ottobre del 1805. Nella primavera del 1806 Eliza si sposò nuovamente con un suo collega, l'attore David Poe, originario di Baltimora, il quale aveva disertato gli studi in legge per debuttare in teatro nel 1803, dopo aver visto Eliza recitare in una sua esibizione a Norfolk. Con i Virginia Players Eliza e David continuarono a recitare insieme nei teatri di Richmond, Filadelfia e New York, e successivamente al Federal Street Theatre di Boston. Qui nacquero i loro primi due figli, William Henry Leonard il 30 gennaio 1807 (nato nove mesi dopo il loro matrimonio) e Edgar Allan Poe il 19 gennaio 1809, nato in una pensione nei pressi del celebre parco pubblico cittadino Boston Common, molto vicina al teatro dove i genitori recitavano.

Il periodo bostoniano fu quello più prolifico e soddisfacente dal punto di vista professionale per Elizabeth, sia nel 1807 che nel 1808, recitò nella parte di Cordelia nella trasposizione dell'attore e drammaturgo inglese James Fennell del Re Lear. Successivamente nel 1809 il compositore e drammaturgo americano John Howard Payne. scelse Elizabeth come attrice principale per la parte del Romeo giovane nella trasposizione del suo dramma shakespaeriano e per quello di Ofelia nella sua versione dell'Amleto.

Nell'estate di quello stesso anno, forse su invito del celebre attore Thomas Apthorpe Cooper, i Poe vennero invitati ad entrare nella compagnia del Park Theatre di New York. A causa delle aspre recensioni alla sua recitazione da parte della critica, David Poe, già sofferente di alcoolismo e probabilmente da accessi di panico, abbandonò definitivamente il palcoscenico e anche la famiglia, circa sei settimane dopo il loro arrivo a New York. Rimasta sola, Elizabeth mise al mondo la terzogenita Rosalie, nata nel 1810, probabilmente affetta da ritardo mentale.

## La morte

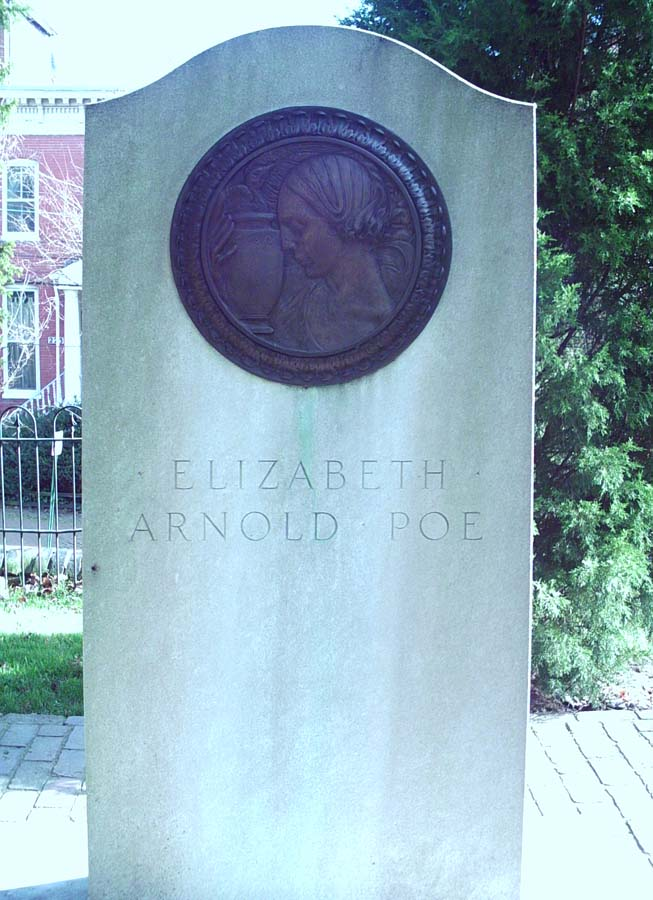
La lapide in memoria di Elizabeth Poe nel cimitero della Chiesa Episcopale di St. John di Richmond

Nel 1810, mentre era in una pensione di Richmond, in attesa di recitare in palcoscenico, manifestò i chiari sintomi della tubercolosi. A partire dall'ottobre del 1811 le sue apparizioni teatrali furono sempre più rare fino ad interrompersi l'11 ottobre 1811, data certa della sua ultima apparizione sulle scene nel personaggio della Contessa Wintersten nell'opera The Stranger. Elizabeth morì il sabato mattina dell'8 dicembre 1811 all'età di ventiquattro anni e venne sepolta nella Chiesa Episcopale di St. John di Richmond. Sebbene il suo luogo di sepoltura sia sconosciuto, nel cimitero è posta una lapide a lei dedicata.